# Pentastichella pentasticha
Pentastichella pentasticha är en bladmossart som beskrevs av C. Müller och Thériot 1918. Pentastichella pentasticha ingår i släktet Pentastichella och familjen Orthotrichaceae. Inga underarter finns listade i Catalogue of Life.